# Opus magnum

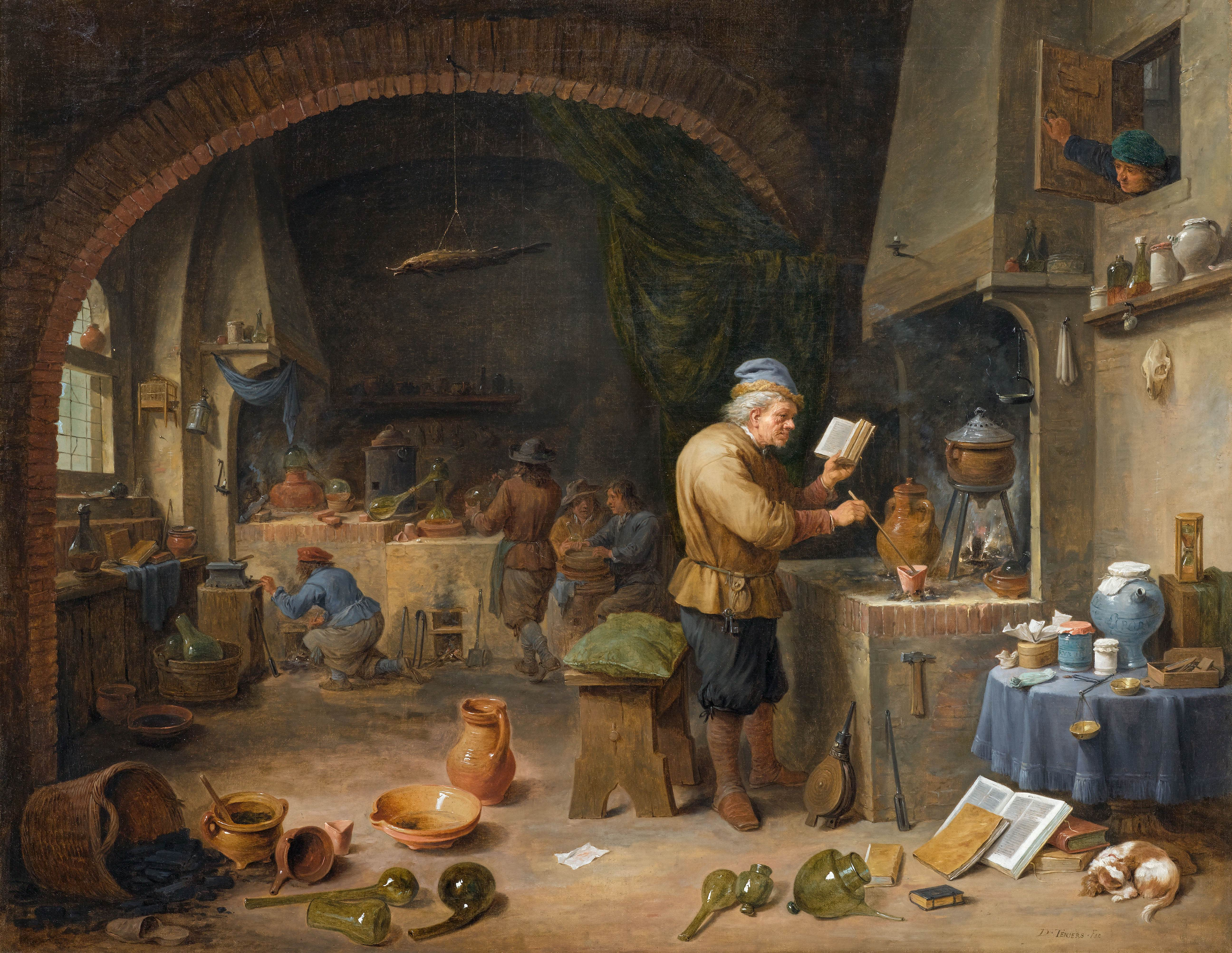
Alchymista podle Davida Tenierse – práce na Velkém díle

Opus magnum (Velké dílo alchymistů) je alchymistické označení pro proces práce s pralátkou (materia prima) za účelem výroby kamene mudrců (Lapis philosophorum, také rudý kámen). Ten měl umožnil transmutaci neušlechtilých kovů ve zlato. Malé dílo byl méně komplikovaný proces, jehož výsledkem byla výroba bílého kamene, který umožňoval pouze přeměnu ve stříbro. Cesta k těmto náročným cílům vedla přes laboratorní procesy a obvykle se dělila na jednotlivé úseky, fáze nebo stupně.
Už od prvního století našeho letopočtu bylo Velké dílo spojováno se změnami barev látek, se kterými alchymisté pracovali. Nejčastěji to byly barvy černá (nigredo), bílá (albedo), žlutá (citrinitas) a výsledná červená (rubedo). Po 15. století mělo mnoho alchymistů tendenci komprimovat citrinitas do rubeda a uvažovali pouze o třech barvách – fázích.  

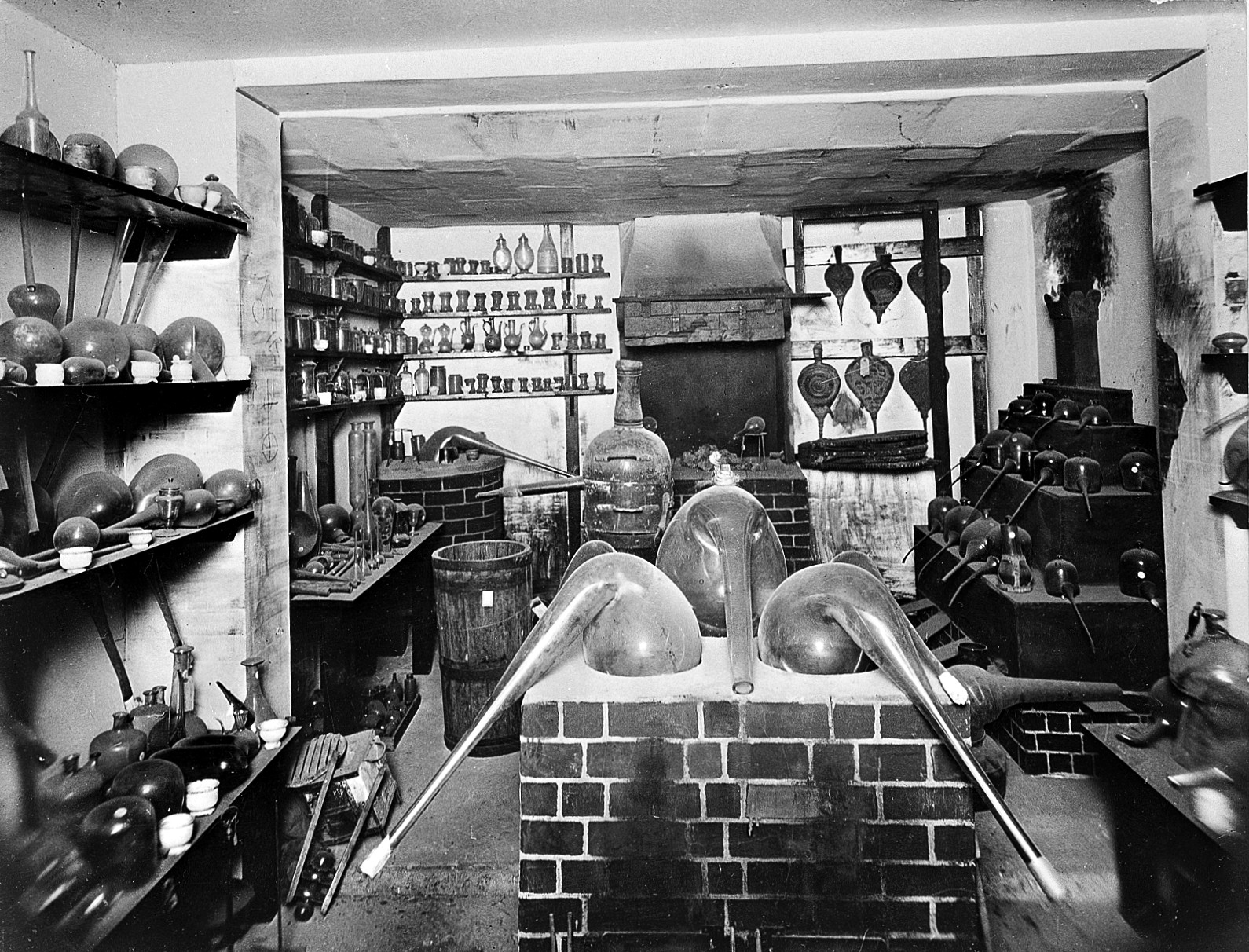
Alchymistická laboratoř s originálními aparaturami a nádobím

Velké dílo a jeho procesy charakterizovalo mnoho alchymistických symbolů. Například ptáci jako havran, labuť, fénix nebo páv byli často použiti k reprezentaci barev v procesu výroby kamene mudrců.

## Pracovní postupy
Pracovní předpisy byly velmi variabilní, neboť každý alchymista, který se upsal Velkému dílu, měl vlastní představy o jeho provedení. Popis procesů byl často vágní, mnohoznačný, v hádankovité řeči alchymistů, přesycen symboly a umožňující takřka jakoukoli interpretaci. Známým dochovaným iluminovaným alchymistickým popisem pracovních postupů je Splendor Solis (Nádhera slunce), který napsal Salomon Trismosinov kolem roku 1582.

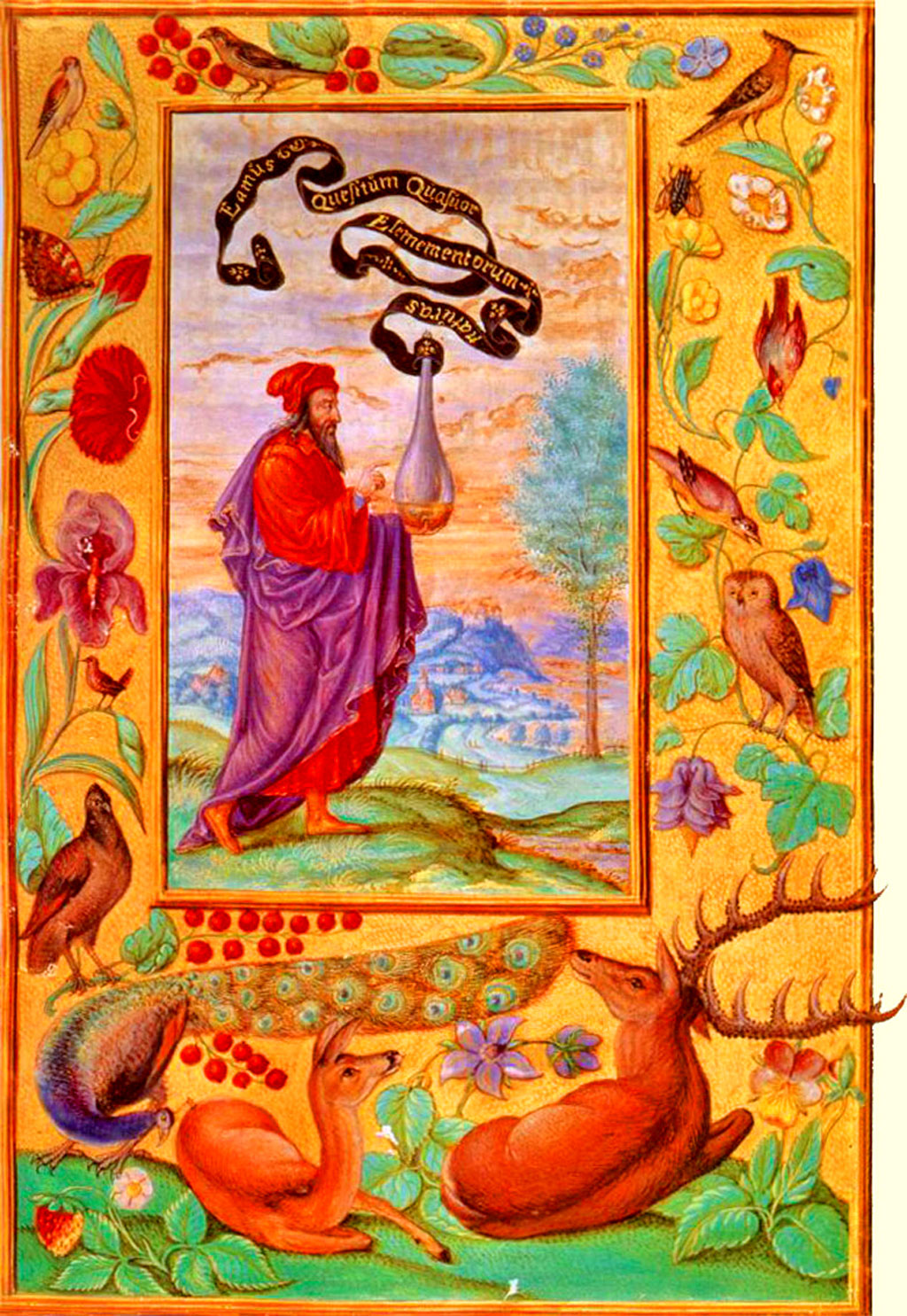
Splendor Solis –alchymista nebo filozof s baňkou

### Výchozí materiál
Základní význam pro úspěch Velkého díla měla volba výchozího materiálu. V oblibě bylo především zlato a rtuť, ale v zásadě bylo možno užít jakoukoliv látku. Cílem bylo převést zvolený materiál do jeho prapůvodního stavu (pralátka, materia prima) a opětovně jej zkombinovat v dokonale se sjednocující protiklady – kámen mudrců.

### Délka procesu
Délka procesu velmi kolísala. Někdy bylo Velké dílo přirovnáváno ke stvoření světa a jako takové se mělo realizovat v sedmi dnech. Podle dalšího názoru trvalo Velké dílo devět měsíců, stejně dlouho jako zrození dítěte od jeho početí. Jiní autoři vycházeli z koloběhu přírody a jednotlivé operace byly podle nich závislé na průběhu ročních období.

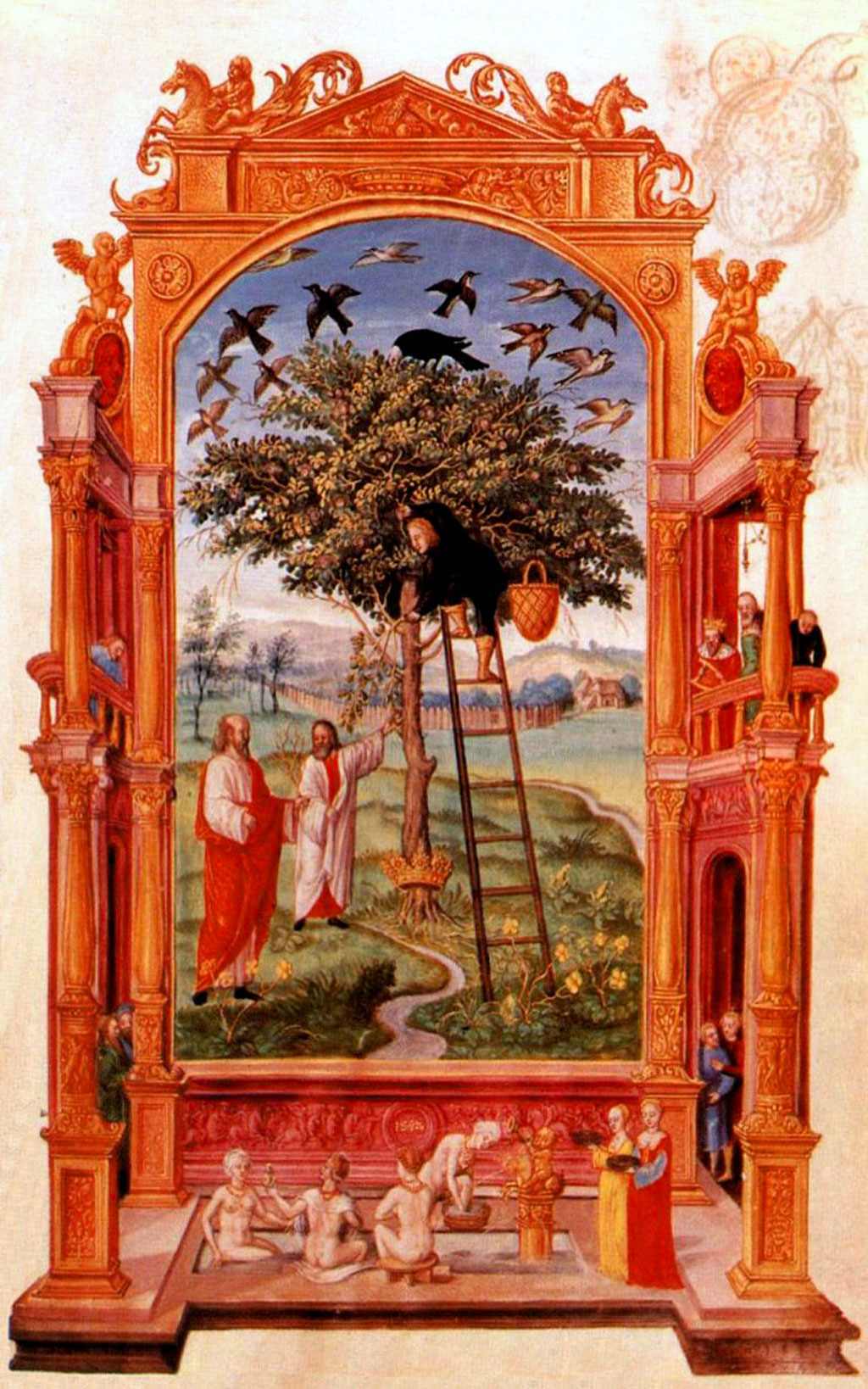
Splendor Solis – alchymisti nebo filozofové u stromu

### Stupně procesu
Alchymická literatura nabízí mnoho variant procesu Velkého díla, které se liší počtem jednotlivých stupňů (fází). Velmi časté je provedení transmutace v sedmi stupních, jako u Paracelsa (De natura rerum, 1572) nebo Stephana Michelspachera (Cabala, speculum artis et naturae in alchymia, 1615). George Ripley (Liber Duodecim Portarum, 1659) navrhoval dvanáct stupňů, Samuel Norton (16. století) uvádí čtrnáct stupňů a Michael Maier (1568–1622) podrobně vyložil proces osmnáctistupňový.

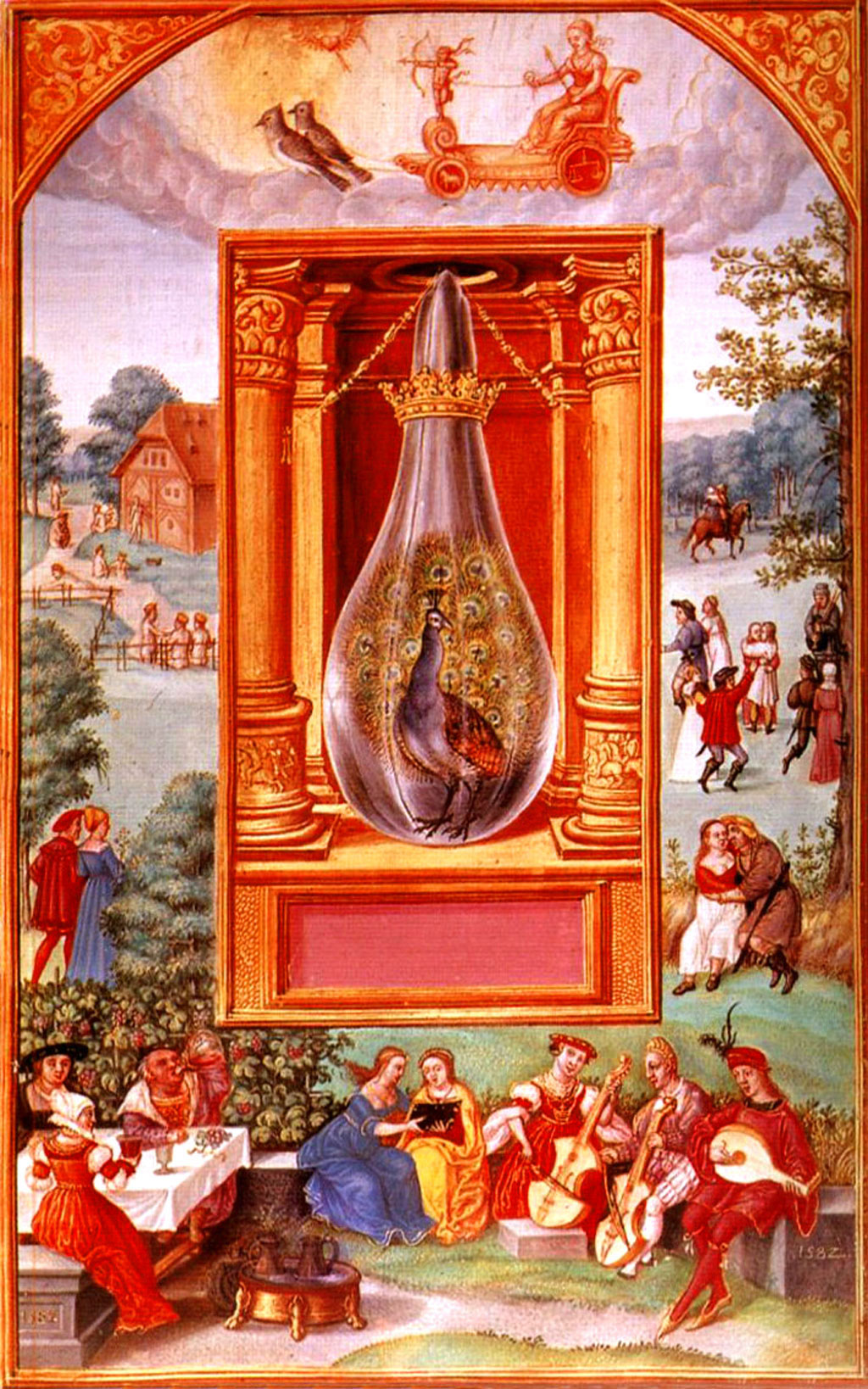
Splendor Solis – páv v baňce spojený s Venuší

Dvanáct stupňů George Ripleyho
| 1. Kalcinace  | 7. Cibace    |
| 2. Rozpuštění | 8. Sublimace |
| 3. Oddělení   | 9. Kvašení   |
| 4. Konjunkce  | 10. Vynášení |
| 5. Hniloba    | 11. Násobení |
| 6. Konglace   | 12. Projekce |

Čtrnáct stupňů Samuela Nortona
| 1. Očista     | 8. Konjunkce              |
| 2. Sublimace  | 9. Hniloba v síře         |
| 3. Kalcinace  | 10. Roztok fyzikální síry |
| 4. Nevázanost | 11. Roztok bílé síry      |
| 5. Fixace     | 12. Kvašení do elixíru    |
| 6. Řešení     | 13. Násobení ctnosti      |
| 7. Oddělení   | 14. Násobení množství     |

### Barvy procesu

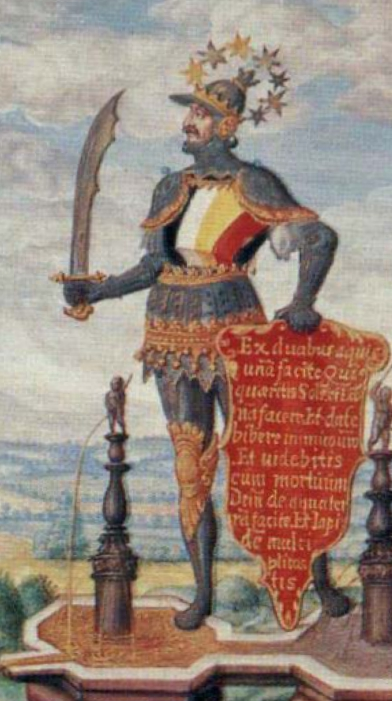
Splendor Solis – barvy Velkého díla na náprsníku postavy

Podle alchymistů bylo postupné vznikání kamene mudrců doprovázeno charakteristickým sledem barev. Již v řecké alchymii bylo popsáno černání, bělání, žloutnutí a rudnutí. Proces postupoval přes tyto barvy a až rudé zbarvení oznámilo, že se Velké dílo zdařilo. Barvy procesu měly pro alchymisty značný význam a byly symbolickým vyjádřením různých fází procesu. Někdy jsou zmiňována i jiná barevná stadia, zejména cauda pavonis (paví ocas), ve kterém se objevuje řada barev. Většinou však měl proces tyto čtyři barevné fáze:
- Nigredo – zčernání. Nigredo bylo většinou východiskem Velkého díla, je ztotožňováno s původním stavem (pralátkou).
- Albedo – zbělení
- Citrinitas – zežloutnutí
- Rubedo – zčervenání. Rubedo bylo většinou koncem Velkého díla, je ztotožňováno s kamenem mudrců.

Čtyři knihy (původní alchymistická díla připisovaná Démokritovi) popisovaly změny barev při práci na Velkém díle. Jedna pojednávala o tom, jak dát obecným kovům žlutý nádech (obarvit je na zlato), druhá jak dát obecným kovům bílý nádech (obarvit je na stříbro), třetí o výrobě drahých kamenů (barvení kamenů) a poslední o barvení tkanin na fialovo (použití levnějších náhražek za drahý purpur). Dochovaly se pouze výňatky nazvané Přirozené a tajné otázky (řecky Physika kai Mystika), O výrobě stříbra (řecky Peri asēmou poiēseōs) a seznam alchymistických látek nazývaný Katalogy (řecky Katalogokatalogi).

### Konjunkce, transmutace a multiplikace
- Konjunkce – sjednocení protikladných principů v průběhu Velkého díla
- Transmutace – přeměna neušlechtilých kovů ve zlato nebo stříbro, vrcholná a závěrečná fáze celého procesu
- Multiplikace – zmnožení nebo znásobení vyrobeného kamene mudrců